# Prosimnia
Prosimnia is een geslacht van weekdieren uit de klasse van de Gastropoda (slakken).

## Soorten
- Prosimnia blackae Beu & B. A. Marshall, 2011 †
- Prosimnia boshuensis C. N. Cate, 1973
- Prosimnia draconis C. N. Cate, 1973
- Prosimnia hepcae Lorenz & Fehse, 2011
- Prosimnia korkosi Fehse, 2005
- Prosimnia semperi (Weinkauff, 1881)

### Nomen dubium
- Prosimnia renovata Iredale, 1930

### Synoniemen
- Prosimnia piriei (Petuch, 1973) => Amonovula piriei (Petuch, 1973)